# コーチ (企業)
タペストリー （Tapestry, Inc.、2017年10月31日以前の社名コーチ、Coach, Inc.) は1941年にニューヨーク・マンハッタンで創業の皮革工房を起源とするアメリカ合衆国のファッション企業である。「コーチ」「ケイト・スペード」「スチュアート・ワイツマン」などの高級ファッションブランドを展開する。
コーチの頭文字であるCのシグネチャー柄のハンドバッグや財布、パスケースなどが代表的な商品で、柄の種類やレディース・メンズの各ラインによりシグネチャー、オプアートなど豊富なバリエーションを展開している。
日本では、20代～30歳前後の女性の購入単価や購入頻度の高さが特徴である。
フラグシップブランドの「コーチ」は「乗り物」を意味しており、馬車の代名詞であったハンガリーのコーチ (Kocs) という都市名からきている。

## 概要
高級ブランドを取り扱う企業。売上上昇率、利益率などが高く、企業評価が高い。また、高級品を出す一方で、アウトレット店などの経営によって中低所得層にも商品を販売しており、「全ての層を相手に商売をできる」という評価がある。アウトレット店の増加により、正規店の売上減少やブランドイメージ低下の可能性はあるものの、2007年からサブプライムローン問題を機に米国景気が伸び悩む中でも、強気の出店姿勢を崩していない。
- 天満屋福山店（広島県福山市）
- 沖縄県那覇市・国際通りの店舗
- RAYARD Hisaya-Odori Park店（愛知県名古屋市）

## 略歴
1941年の創業当初は皮革工房であり、1961年にマイルズ・カーン夫妻が買収した。野球グラブの革を使用した鞄などをアメリカ国内で生産する比較的小規模な企業で、メインターゲットは比較的高齢の男性であった。しかし、1962年に映画「ローラ」「王様と私」など映画作品60本の衣装を手掛けたボニー・カシンをデザイナーとして契約し、女性向け牛革バッグなどを製作を開始した。COACHのアイコニックな真鍮製のターンロックの留め具は彼女の考案である。1985年にサラ・リー社に買収され、2000年10月に株式公開を行いニューヨーク証券取引所に上場。買収後はバッグと財布などの皮革製品メーカーから、世界的な総合ファッション企業への発展へと急速に路線変更を行った。

## 路線転換
生産をドミニカ共和国や中国などへの外注に切り替えたほか、1996年にはリード・クラッコフをクリエイティブ・ディレクターに迎え、2001年には日本市場を中心に人気のあるキャンバス地のシグニチャー・ラインを発表し、その後のコーチの流れを決定づけた。バブル期の1988年、日本にも初出店し、2001年には住友商事と合弁で日本法人「コーチ・ジャパン」を設立した。2005年には、米コーチ社がコーチ・ジャパンの株を買い戻し、現在ではコーチ・ジャパン（現タペストリー・ジャパン合同会社）はタペストリー社の100%子会社である。
2013年には、LVMH傘下のロエベのクリエイティブ・ディレクターを経験し、各種デザイナー関連の賞を受賞しているスチュアート・ヴィヴァースをエグゼクティブ・クリエイティブ・ディレクターに迎え、モダンかつモードに進化を続けている。

## 日本企業とのコラボ
- トヨタ自動車 1999年から2001年にかけてレクサスブランドで、コーチの皮革を内装に利用した乗用車が限定販売された。ブランドアイテムを内外装に使用する、いわゆるラグジュアリー・カーと呼ばれる市場を狙ったものである。米国のレクサスブランドと製造ラインが共通であったウィンダムにも同仕様のコーチ・エディションが存在する。なお同じくトヨタのアバロンにもコーチ・エディションは存在する。
- ナムコ 2019年、アーケードゲームパックマン（1980年）の意匠を用いた製品を発売。

## 典拠文献
1. ↑  米コーチ、「タペストリー」に社名変更　専門小売り脱却（日本経済新聞 2017/10/12）
2. 1 2 3  「米コーチ、景気後退をはね返す強さの秘訣」『日経ビジネスオンライン』日経BP, 2008年4月7日付配信。
3. ↑  「COACHの奇跡」『週刊東洋経済』2006年9月23日付、p.36
4. ↑  https://www.fashion-press.net/brands/251